# Secretaría de Estado de Universidades e Investigación
La Secretaría de Estado de Ciencia, Innovación y Universidades de España, conocida en otras etapas como Secretaría de Estado de Universidades e Investigación, es el órgano superior del Ministerio de Ciencia, Innovación y Universidades que, bajo la superior dirección del ministro, ejerce las competencias del Gobierno de la Nación en materia de enseñanza universitaria y ciencia.

## Historia
La Secretaría de Estado se creó por primera vez por Real Decreto 1558/1977, de 4 de julio, integrada en el Ministerio de Educación y Ciencia, siendo una de las primeras cuatro secretarías de estado modernas en ser creadas, junto con las de Turismo, de Administración Pública y de Cultura. Bajo su paraguas quedaron las direcciones generales de Universidades y de Política Científica, así como los organismos Consejo Superior de Investigaciones Científicas (CSIC) e Instituto de España (IdE).
La reforma administrativa de abril de 1979 supuso la creación del Ministerio de Universidades e Investigación, que asumió las competencias y órganos de la Secretaría de Estado. De forma similar a la primera etapa de este órgano, el ministerio fue suprimido al cabo de dos años y se recuperó la Secretaría de Estado.
Además de los cambios de denominación de sus órganos directivos, no sufrió cambios relevantes hasta 1995 cuando, tras asumir las comunidades autónomas el grueso de las competencias estatales en materia de gestión universitaria, se refundieron las entonces direcciones generales de Enseñanza Superior y de Investigación Científica y Técnica en una Dirección General de Investigación Científica y Enseñanza Superior.
Al año siguiente, con el cambio de gobierno se renombró como «Secretaría de Estado de Universidades, Investigación y Desarrollo» y se restablecieron sus dos órganos directivos: la Dirección General de Enseñanza Superior y la Dirección General de Investigación y Desarrollo. En 1998 se revirtió esta decisión, volviendo a la estructura de 1995.
En 1999, asume competencias en materia de educación no universitaria, renombrándose como «Secretaría de Estado de Educación, Universidades, Investigación y Desarrollo» y adscribiéndosele nuevos órganos directivos como la Secretaría General de Educación y Formación Profesional.
Se suprimió en el año 2000, pasando sus funciones sobre la educación universitaria y no universitaria a la Secretaría de Estado de Educación y Universidades.
En el año 2004, con las competencias científicas de nuevo en Educación, se recupera la Secretaría de Estado de Universidades e Investigación asumiendo las funciones que hasta entonces ejercía la Secretaría de Estado de Política Científica y Tecnológica del Ministerio de Ciencia y Tecnología y la Dirección General de Universidades del Ministerio de Educación, Cultura y Deporte. Se volvió a suprimir en 2008 y sus funciones se repartieron en dos secretarías de estado para sus dos ámbitos de competencia: Universidades e Investigación.
Una década después, en 2018 e integrada en el Ministerio de Ciencia, Innovación y Universidades, se restableció con el nombre de «Secretaría de Estado de Universidades, Investigación, Desarrollo e Innovación», estructurada mediante una Secretaría General de Universidades y una Dirección General de Investigación, Desarrollo e Innovación. Se suprimió de nuevo en 2020 y sus funciones se repartieron entre las secretarías generales de Universidades, de Investigación y de Innovación.
En noviembre de 2023, tras la supresión del Ministerio de Universidades y el regreso de sus competencias al Departamento de Ciencia, este último pasó a contar con un órgano superior, la Secretaría de Estado de Ciencia, Innovación y Universidades. La Secretaría de Estado se estructuró mediante las tres secretarías generales de ámbito científico y universitario —Investigación, Universidades e Innovación—, un nuevo comisionado especial centrado en el PERTE sobre Salud de Vanguardia y una nueva Dirección General de Planificación, Coordinación y Transferencia de Conocimiento.

## Estructura
De la a Secretaría de Estado de Ciencia, Innovación y Universidades dependen:
- La Secretaría General de Investigación, con rango de Subsecretaría.
  - El Gabinete Técnico.
  - La Subdirección General de Consorcios, Organismos e Infraestructuras Científicas Internacionales.
  - La Subdirección General de Grandes Instalaciones Científico-Técnicas.
  - La Subdirección General de Organismos y Entidades Públicas de Investigación
- La Secretaría General de Universidades, con rango de Subsecretaría.
  - El Gabinete Técnico.
  - La Subdirección General de Relaciones Institucionales, Programas y Calidad en el Ámbito Universitario.
  - La Subdirección General de Formación del Profesorado Universitario y Gestión de Programas de Ayuda.
  - La Subdirección General de Títulos y Ordenación Universitaria.
- La Secretaría General de Innovación, con rango de Subsecretaría.
  - El Gabinete Técnico.
  - La Subdirección General de Fomento de la Innovación.
  - La Subdirección General de Políticas de Innovación.
  - La Subdirección General de Política y Estrategia Aeroespacial.
- El Comisionado del PERTE para la Salud de Vanguardia, con rango de Subsecretaría.
  - La División Técnica del PERTE para la Salud de Vanguardia.
- La Dirección General de Planificación, Coordinación y Transferencia de Conocimiento.
  - La Subdirección General de Planificación, Seguimiento y Evaluación.
  - La Subdirección General de Transferencia.
- La Subdirección General de Relaciones Institucionales y Coordinación Internacional.

Como órgano de apoyo y asistencia inmediata al Secretario de Estado, existe un Gabinete con nivel orgánico de subdirección general.

### Adscripciones
- La Agencia Estatal de Investigación (AEI).
- La Fundación Española para la Ciencia y la Tecnología (FECYT).

## Presupuesto
La Secretaría de Estado de Universidades, Investigación, Desarrollo e Innovación, en su último presupuesto (2019), contó con de 4 358 millones de euros.
| N.º Programa                                 | Programa | Dotación        | Ref.   |
| -------------------------------------------- | --- | --------------- | ------ |
| 144B                                         | Cooperación, promoción y difusión educativa en el exterior a través de la Secretaría General de Universidades (SEPIE)        | 2 051 920 €     | [ 17 ] |
| 322C                                         | Enseñanzas universitarias a través de la Secretaría General de Universidades                                                 | 92 737 930 €    | [ 18 ] |
| 322C                                         | a través de la Secretaría General de Universidades (SEPIE)                                                                   | 8 591 840 €     | [ 18 ] |
| 322C                                         | a través de la Secretaría General de Universidades (ANECA)                                                                   | 12 111 030 €    | [ 18 ] |
| 322C                                         | a través de la Secretaría General de Universidades (UIMP)                                                                    | 16 675 120 €    | [ 18 ] |
| 323M                                         | Becas y ayudas a estudiantes a través de la Secretaría General de Universidades                                              | 1 265 210 €     | [ 19 ] |
| 323M                                         | a través de la Secretaría General de Universidades (SEPIE)                                                                   | 30 000 000 €    | [ 19 ] |
| 323M                                         | a través de la Secretaría General de Universidades (UIMP)                                                                    | 8 668 690 €     | [ 19 ] |
| 463A                                         | Investigación científica | 6 900 090 €     | [ 20 ] |
| 463A                                         | a través de la Secretaría General de Universidades                                                                           | 94 950 100 €    | [ 20 ] |
| 463B                                         | Fomento y coordinación de la investigación científica y técnica                                                              | 29 463 000 €    | [ 21 ] |
| 463B                                         | a través de la Dirección General de Investigación, Desarrollo e Innovación                                                   | 1 664 501 230 € | [ 21 ] |
| 463B                                         | a través de la Agencia Estatal de Investigación                                                                              | 640 104 990 €   | [ 21 ] |
| 467C                                         | Investigación y desarrollo tecnológico-industrial a través de la Dirección General de Investigación, Desarrollo e Innovación | 1 063 474 360 € | [ 22 ] |
| 000X                                         | Transferencias internas | 638 654 990 €   | [ 23 ] |
| 000X                                         | a través de la Secretaría General de Universidades                                                                           | 48 285 300 €    | [ 23 ] |
| Total presupuesto de la Secretaría de Estado | Total presupuesto de la Secretaría de Estado                                                                                 | 4 358 435 802 € |        |